# Petros Persakis
Petros Persakis (in greco Πέτρος Περσάκης?; Atene, 1879 – 1952) è stato un ginnasta greco.
Partecipò alle gare di ginnastica delle prime Olimpiadi moderne che si svolsero ad Atene nel 1896.
Prese parte alla gara di anelli, vincendo al medaglia di bronzo. Vinse invece la medaglia d'argento nelle parallele a squadre, con la Panellinios GS Atene.